# Lista de municípios dos Países Baixos

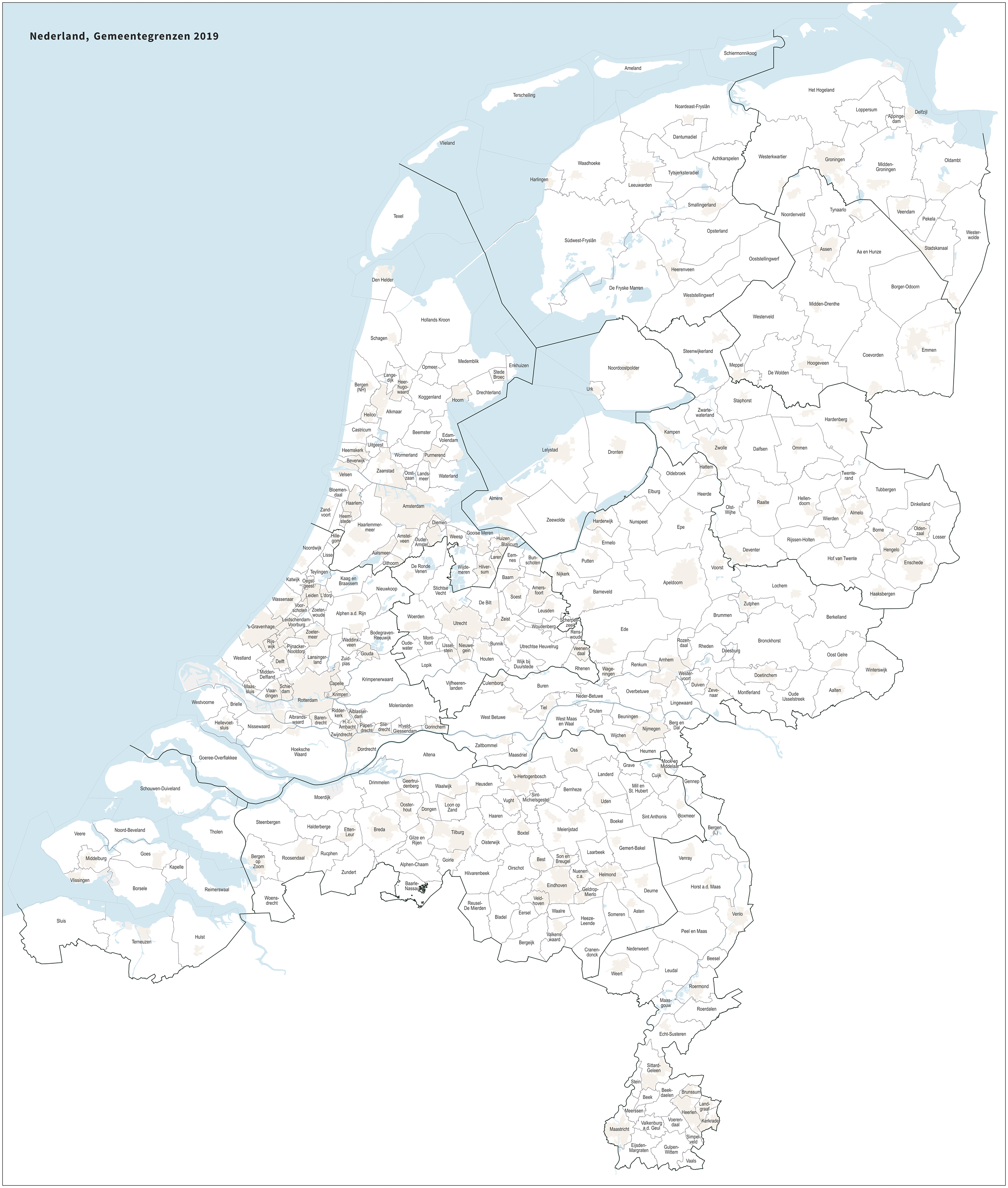
Los municípios dos Países Baixos (2019)

Segue-se uma lista por ordem alfabética das 358 municípios (2019) dos Países Baixos (incluindo três 'municípios especiais' também no Caribe: Bonaire, Saba e Santo Eustáquio).

## Por provincía
| Província            | Municípios |
| -------------------- | ---------- |
| Brabante do Norte    | 62         |
| Drente               | 12         |
| Flevolândia          | 6          |
| Frísia               | 18         |
| Guéldria             | 51         |
| Groninga             | 12         |
| Limburgo             | 31         |
| Holanda do Norte     | 47         |
| Holanda do Sul       | 52         |
| Overissel            | 25         |
| Utreque              | 26         |
| Zelândia             | 13         |
| Municípios especiais | 3          |

## A
- Aa en Hunze
- Aalsmeer
- Aalten
- Achtkarspelen
- Alblasserdam
- Albrandswaard
- Alkmaar
- Almelo
- Almere
- Alphen aan den Rijn
- Alphen-Chaam
- Altena
- Ameland
- Amersfoort
- Amesterdão (Amsterdam)
- Amstelveen
- Apeldoorn
- Appingedam
- Arnhem
- Assen
- Asten

## B
- Baarle-Nassau
- Baarn
- Barendrecht
- Barneveld
- Beek
- Beekdaelen
- Beemster
- Beesel
- Berg en Dal
- Bergeijk
- Bergen (Holanda do Norte)
- Bergen (Limburgo)
- Bergen op Zoom
- Berkelland
- Bernheze
- Best
- Beuningen
- Beverwijk
- Bladel
- Blaricum
- Bloemendaal
- Bodegraven-Reeuwijk
- Boekel
- Bonaire
- Borger-Odoorn
- Borne
- Borsele
- Boxmeer
- Boxtel
- Breda
- Brielle
- Bronckhorst
- Brummen
- Brunssum
- Bunnik
- Bunschoten
- Buren

## C
- Capelle aan den IJssel
- Castricum
- Coevorden
- Cranendonck
- Cuijk
- Culemborg

## D
- Dalfsen
- Dantumadiel
- De Bilt
- De Fryske Marren
- De Ronde Venen
- De Wolden
- Delft
- Delfzijl
- Den Helder
- Deurne
- Deventer
- Diemen
- Dinkelland
- Doesburg
- Doetinchem
- Dongen
- Dordrecht
- Drechterland
- Drimmelen
- Dronten
- Druten
- Duiven

## E
- Echt-Susteren
- Edam-Volendam
- Ede
- Eemnes
- Eersel
- Eijsden-Margraten
- Eindhoven
- Elburg
- Emmen
- Enkhuizen
- Enschede
- Epe
- Ermelo
- Etten-Leur

## F
- Flessingue (Vlissingen)

## G
- Geertruidenberg
- Geldrop-Mierlo
- Gemert-Bakel
- Gennep
- Gilze en Rijen
- Goeree-Overflakkee
- Goes
- Goirle
- Gooise Meren
- Gorinchem
- Gouda
- Grave
- Groninga (Groningen)
- Gulpen-Wittem

## H
- Haaksbergen
- Haaren
- Haarlem
- Haarlemmermeer
- Haia (Den Haag)
- Halderberge
- Hardenberg
- Harderwijk
- Hardinxveld-Giessendam
- Harlingen
- Hattem
- Heemskerk
- Heemstede
- Heerde
- Heerenveen
- Heerhugowaard
- Heerlen
- Heeze-Leende
- Heiloo
- Hellendoorn
- Hellevoetsluis
- Helmond
- Hendrik-Ido-Ambacht
- Hengelo
- 's-Hertogenbosch
- Het Hogeland
- Heumen
- Heusden
- Hillegom
- Hilvarenbeek
- Hilversum
- Hoeksche Waard
- Hof van Twente
- Hollands Kroon
- Hoogeveen
- Hoorn
- Horst aan de Maas
- Houten
- Huizen
- Hulst

## I
- IJsselstein

## K
- Kaag en Braassem
- Kampen (Países Baixos)
- Kapelle
- Katwijk
- Kerkrade
- Koggenland
- Krimpen aan den Ijssel
- Krimpenerwaard

## L
- Laarbeek
- Landerd
- Landgraaf
- Landsmeer
- Langedijk
- Lansingerland
- Laren
- Leeuwarden
- Leida (Leiden)
- Leiderdorp
- Leidschendam-Voorburg
- Lelystad
- Leudal
- Leusden
- Lingewaard
- Lisse
- Lochem
- Loon op Zand
- Lopik
- Loppersum
- Losser

## M
- Maasdriel
- Maasgouw
- Maassluis
- Maastricht
- Medemblik
- Meerssen
- Meierijstad
- Meppel
- Midden-Delfland
- Midden-Drenthe
- Midden-Groningen
- Midelburgo (Middelburg)
- Mill en Sint Hubert
- Moerdijk
- Molenlanden
- Montferland
- Montfoort
- Mook en Middelaar

## N
- Neder-Betuwe
- Nederweert
- Nieuwegein
- Nieuwkoop
- Nijkerk
- Nimega (Nijmegen)
- Nissewaard
- Noardeast-Fryslân
- Noord-Beveland
- Noordenveld
- Noordoostpolder
- Noordwijk
- Nuenen, Gerwen en Nederwetten
- Nunspeet

## O
- Oegstgeest
- Oirschot
- Oisterwijk
- Oldambt
- Oldebroek
- Oldenzaal
- Olst-Wijhe
- Ommen
- Oost Gelre
- Oosterhout
- Ooststellingwerf
- Oostzaan
- Opmeer
- Opsterland
- Oss
- Oude IJsselstreek
- Ouder-Amstel
- Oudewater
- Overbetuwe

## P
- Papendrecht
- Peel en Maas
- Pekela
- Pijnacker-Nootdorp
- Purmerend
- Putten

## R
- Raalte
- Reimerswaal
- Renkum
- Renswoude
- Reusel-De Mierden
- Rheden
- Rhenen
- Ridderkerk
- Rijssen-Holten
- Rijswijk
- Roerdalen
- Roermond
- Roosendaal
- Roterdão (Rotterdam)
- Rozendaal
- Rucphen

## S
- Saba
- Santo Eustáquio (Sint Eustatius)
- Schagen
- Scherpenzeel
- Schiedam
- Schiermonnikoog
- Schouwen-Duiveland
- Simpelveld
- Sint Anthonis
- Sint-Michielsgestel
- Sittard-Geleen
- Sliedrecht
- Sluis
- Smallingerland
- Soest
- Someren
- Son en Breugel
- Stadskanaal
- Staphorst
- Stede Broec
- Steenbergen
- Steenwijkerland
- Stein
- Stichtse Vecht
- Súdwest-Fryslân

## T
- Terneuzen
- Terschelling
- Texel
- Teylingen
- Tholen
- Tiel
- Tilburgo (Tilburg)
- Tubbergen
- Twenterand
- Tynaarlo
- Tytsjerksteradiel

## U
- Uden
- Uitgeest
- Uithoorn
- Urk
- Utrechtse Heuvelrug
- Utreque (Utrecht)

## V
- Vaals
- Valkenburg aan de Geul
- Valkenswaard
- Veendam
- Veenendaal
- Veere
- Veldhoven
- Velsen
- Venlo
- Venray
- Vijfheerenlanden
- Vlaardingen
- Vlieland
- Voerendaal
- Voorschoten
- Voorst
- Vught

## W
- Waadhoeke
- Waalre
- Waalwijk
- Waddinxveen
- Wageningen
- Wassenaar
- Waterland
- Weert
- Weesp
- West Betuwe
- West Maas en Waal
- Westerkwartier
- Westerveld
- Westervoort
- Westerwolde
- Westland
- Weststellingwerf
- Westvoorne
- Wierden
- Wijchen
- Wijdemeren
- Wijk bij Duurstede
- Winterswijk
- Woensdrecht
- Woerden
- Wormerland
- Woudenberg

## Z
- Zaanstad
- Zaltbommel
- Zandvoort
- Zeewolde
- Zeist
- Zevenaar
- Zoetermeer
- Zoeterwoude
- Zuidplas
- Zundert
- Zutphen
- Zwartewaterland
- Zwijndrecht
- Zwolle